# City Lights (låt)
City Lights är en låt framförd av sångerskan Blanche. Låten är skriven och producerad av Pierre Dumoulin, Emmanuel Delcourt samt artisten själv. Den representerade Belgien i finalen av Eurovision Song Contest 2017 och slutade på fjärde plats.